# Riforma costituzionale Renzi-Boschi
La riforma costituzionale Renzi-Boschi è stata una proposta di revisione della Costituzione della Repubblica Italiana contenuta nel testo di legge costituzionale approvato dal Parlamento italiano il 12 aprile 2016 e sottoposto a referendum il 4 dicembre 2016.
La riforma, nata con un disegno di legge presentato dal Governo Renzi l'8 aprile 2014, si prefiggeva «il superamento del bicameralismo paritario, la riduzione del numero dei parlamentari, il contenimento dei costi di funzionamento delle istituzioni, la soppressione del CNEL e la revisione del titolo V della parte II della Costituzione».
Il provvedimento proponeva in particolare una radicale riforma del Senato della Repubblica, la cui principale funzione sarebbe diventata quella di rappresentanza delle istituzioni territoriali, concorrendo paritariamente con l'altra camera all'attività legislativa solo in determinati casi. Il numero dei senatori sarebbe stato ridotto da 315 a 100 membri, i quali – eccetto cinque nominati dal Presidente della Repubblica – sarebbero stati eletti dai Consigli regionali fra i loro stessi componenti e fra i sindaci dei propri territori. La Camera dei deputati sarebbe rimasta quindi l'unico organo a esercitare la funzione di indirizzo politico e di controllo sull'operato del Governo, verso il quale sarebbe rimasta titolare del rapporto di fiducia. Venivano anche introdotte alcune modifiche nel meccanismo di elezione del Presidente della Repubblica e di nomina dei giudici della Corte costituzionale. La riforma contemplava inoltre la rimozione dalla Carta dei riferimenti alle province, l'abolizione del Consiglio nazionale dell'economia e del lavoro (CNEL) e la soppressione dell'elenco delle materie di legislazione concorrente fra Stato e Regioni; erano previste anche modifiche in tema di referendum popolari, procedimento legislativo e uso della decretazione d'urgenza.
La proposta di riforma, aspramente avversata dalle opposizioni parlamentari e da alcuni giuristi, è stata approvata con una maggioranza inferiore ai due terzi dei membri di ciascuna camera: di conseguenza, come prescritto dall'articolo 138 della Costituzione, il provvedimento non è stato promulgato direttamente, essendo prevista la facoltà di richiedere un referendum per sottoporlo al giudizio degli elettori. La consultazione popolare, richiesta sia su iniziativa parlamentare sia attraverso una raccolta di firme, ha avuto luogo il 4 dicembre 2016; non è stato necessario il raggiungimento di un quorum. La consultazione referendaria ha visto un'alta affluenza alle urne, pari al 65,47% degli elettori, e una netta affermazione dei voti contrari, pari al 59,12% dei voti validi. La riforma non è quindi entrata in vigore.

## Storia
Sin dai primi anni successivi all'entrata in vigore della Costituzione, il sistema bicamerale paritario e più in generale il procedimento legislativo della Repubblica Italiana sono stati oggetto di alcune critiche e proposte di modifica, in particolare per i rischi di rallentamenti e impasse cagionate dal meccanismo della cosiddetta "navetta parlamentare": già nel 1948 si continuava a discutere della struttura del Senato con l'istituzione di un apposito "comitato di studio" per valutare l'eventualità di aumentare il numero di senatori elettivi rispetto alla Camera, mentre risale al 1951 uno dei primi autorevoli appelli a superare l'eccessivo garantismo di un «bicameralismo integrale» a firma di Giuseppe Dossetti. Nel 1982 le commissioni affari costituzionali delle due camere del Parlamento italiano costituirono i primi "comitati ristretti" per esaminare proposte di modifiche istituzionali, che nell'aprile dell'anno seguente portarono alla nascita della prima commissione bicamerale per le riforme costituzionali, la cui prima seduta fu presieduta da Aldo Bozzi il 30 novembre 1983.
Tuttavia, nessuna delle numerose proposte formulate nel corso del tempo per apportare modifiche sostanziali al bicameralismo perfetto si concretizzò in una legge costituzionale fino agli anni 2000. Il progetto di revisione costituzionale del 2005-2006, approvato dal Parlamento ma poi bocciato dal referendum del 2006, oltre a rafforzare i poteri del Presidente del Consiglio con l'introduzione del premierato, prevedeva tra i principali punti il passaggio a un bicameralismo imperfetto con procedimenti monocamerali, mantenendo due camere (con trasformazione del Senato in Senato federale ad elezione diretta) che potevano approvare leggi, nelle materie di propria competenza, autonomamente, senza un passaggio all'altra camera; la Camera dei deputati era inoltre l'unica a cui spettava di esprimere la fiducia al Governo.
Il Parlamento tornò poi ad occuparsi di riforme istituzionali dal 2010, con la discussione di un disegno di legge mirato alla formazione di un'assemblea costituente ma il testo unico tra le varie proposte che ne conseguirono si arenò nelle discussioni in aula.

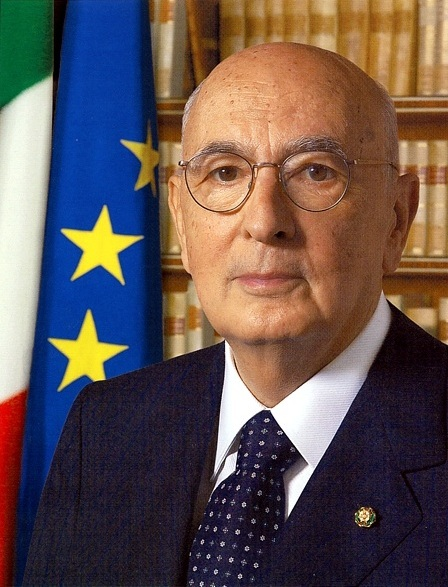
Giorgio Napolitano, Presidente della Repubblica dal 2006 al 2015, ha impresso un'accelerazione alla nascita della riforma

Nel 2013, il Presidente della Repubblica Giorgio Napolitano decise di ravvivare il processo di riforma nominando una commissione di "saggi" per avanzare proposte in materia istituzionale e economico-sociale, lavorando in due gruppi distinti. Il gruppo che formulò proposte per migliorare l'assetto istituzionale era composto da Mario Mauro, Valerio Onida, Gaetano Quagliariello e Luciano Violante, i quali suggerirono di superare il bicameralismo perfetto passando a una sola camera "politica", riducendo il Senato a un "Senato delle regioni" in rappresentanza delle autonomie regionali. A partire dal luglio 2013 iniziò quindi l'iter di un disegno di legge promosso dal Governo Letta che prevedeva la nascita di un comitato parlamentare per le riforme costituzionali e una deroga all'articolo 138 della Costituzione che regola il procedimento di revisione costituzionale per fare in modo che la riforma potesse avvenire in tempi più rapidi. Il provvedimento tuttavia non arrivò all'approvazione definitiva a causa delle vivaci proteste delle opposizioni e dell'uscita dalla maggioranza di Forza Italia, che ritirò il sostegno al provvedimento facendo venire meno la maggioranza dei due terzi del Parlamento.
L'iter delle riforme costituzionali vide una nuova svolta con la vittoria di Matteo Renzi nelle primarie del Partito Democratico l'8 dicembre 2013. Il 18 gennaio 2014 Renzi stipulò infatti il cosiddetto Patto del Nazareno con Silvio Berlusconi in cui i due leader trovarono un accordo sui contenuti della riforma costituzionale e della nuova legge elettorale da proporre al Parlamento. Dopo poco più di un mese, il 22 febbraio 2014 Renzi divenne Presidente del Consiglio. Il nuovo Governo Renzi presentò quindi l'8 aprile 2014 un disegno di legge costituzionale di iniziativa governativa. Il testo fu approvato con modifiche dal Senato l'8 agosto dello stesso anno, mentre il 10 marzo 2015, con modifiche, arrivò l'approvazione della Camera, ma nel frattempo venne meno il sostegno del partito guidato da Silvio Berlusconi dopo gli attriti con il PD nati in occasione dell'elezione del nuovo Presidente della Repubblica Sergio Mattarella. Dal mese di luglio fu quindi ridiscusso al Senato, che l'approvò con nuove modifiche il 13 ottobre 2015. La Camera approvò il nuovo testo trasmesso dal Senato l'11 gennaio 2016; il 20 gennaio il Senato l'approvò in seconda deliberazione con 180 favorevoli, 112 contrari e 1 astenuto (293 votanti). Il 12 aprile 2016 la Camera diede il via libera definitivo, ri-approvandolo con 361 voti favorevoli, 7 contrari e 2 astenuti per un totale di 368 votanti; le opposizioni preferirono infatti abbandonare l'aula al momento del voto in segno di dissenso.
Il provvedimento fu pubblicato sulla Gazzetta Ufficiale del 15 aprile 2016 (Serie Generale n. 88). Come previsto dall'articolo 138 della Costituzione, la riforma non fu promulgata immediatamente, essendovi la facoltà di chiedere un referendum confermativo per sottoporla al giudizio degli elettori; infatti, qualora una legge costituzionale sia approvata in seconda delibera con una maggioranza inferiore ai due terzi dei membri di ciascuna delle due Camere, la richiesta di referendum può essere presentata da un quinto dei componenti di una Camera, da cinque consigli regionali oppure da 500 000 elettori entro tre mesi dalla pubblicazione del testo sulla Gazzetta Ufficiale.
Il 20 aprile 2016 sia i parlamentari dell'opposizione (Movimento 5 Stelle, Lega Nord, Forza Italia e Sinistra Italiana) sia quelli di maggioranza (Partito Democratico, Alleanza popolare (NCD-UDC), Democrazia Solidale – Centro Democratico) hanno depositato le firme necessarie presso la Corte suprema di cassazione.
Il percorso della riforma è stato a lungo legato a quello della nuova legge elettorale, l'Italicum, approvata in via definitiva il 4 maggio 2015, ma la cui applicabilità è stata differita al 1º luglio 2016.

### Cronologia
- 8 dicembre 2013: Matteo Renzi vince le primarie del Partito Democratico
- 18 gennaio 2014: Renzi e Berlusconi danno vita al "patto del Nazareno" per riformare la Costituzione e la legge elettorale
- 22 febbraio 2014: otto giorni dopo le dimissioni di Enrico Letta e cinque giorni dopo l'affidamento dell'incarico a formare un nuovo governo a Renzi, il nuovo governo da lui presieduto presta giuramento, ottenendo la fiducia in Parlamento nei due giorni successivi
- 12 marzo 2014: la Camera dei deputati approva in prima lettura una prima versione dell'Italicum
- 8 aprile 2014: Matteo Renzi e Maria Elena Boschi presentano il ddl costituzionale al Senato[21]
- 8 agosto 2014: il Senato approva con modifiche il ddl con 183 sì, 0 no e 4 astenuti; Forza Italia vota a favore, le altre opposizioni lasciano l'aula al momento del voto[30]
- 31 gennaio 2015: Sergio Mattarella è eletto 12º Presidente della Repubblica succedendo a Giorgio Napolitano; il "patto del Nazareno" si dissolve nel giro di pochi giorni[22]
- 10 marzo 2015: dopo nuove modifiche, dopo votazioni su emendamenti anche in notturna per superare l'ostruzionismo delle opposizioni, anche la Camera vota la riforma con 357 voti favorevoli, 125 contrari e 7 astenuti, tra le polemiche di tutte le forze di minoranza, Forza Italia compresa[21][31][32]
- 4 maggio 2015: la nuova legge elettorale riceve il via libera definitivo della Camera[33]

- 13 ottobre 2015: con ulteriori modifiche, il Senato approva il ddl di riforma costituzionale con 178 sì, 17 no e 7 astenuti; le opposizioni lasciano l'aula al momento del voto[34][35]
- 11 gennaio 2016: la Camera approva il testo deliberato del Senato con 367 sì, 194 no e 5 astenuti[36]
- 20 gennaio 2016: il Senato della Repubblica approva il testo in seconda deliberazione con 180 sì, 112 no e 1 astenuto[37]
- 12 aprile 2016: anche la Camera dei deputati dà l'approvazione definitiva al ddl di revisione costituzionale con 361 sì, 7 no e 2 astenuti, mentre le opposizioni lasciano nuovamente l'aula in segno di protesta[24]
- 15 aprile 2016: il testo di legge costituzionale è pubblicato sulla Gazzetta Ufficiale n° 88[38]
- 20 aprile 2016: gruppi di deputati e senatori di maggioranza e opposizione presentano separatamente in Cassazione richieste per un referendum costituzionale, mentre una procedura di raccolta firme popolare è avviata dal Comitato per il no[27]
- 10 maggio 2016: l'Ufficio Centrale per il referendum ammette le quattro richieste di referendum parlamentari dichiarando legittimo il quesito referendario[39]; in seguito è presentata anche una richiesta di referendum popolare, dichiarata legittima l'8 agosto[40]
- 26 settembre 2016: il Consiglio dei ministri fissa la data del referendum[41]
- 4 dicembre 2016: data di svolgimento del referendum costituzionale[41]

## Contenuti della riforma
Il disegno di legge presentato dal Governo Renzi apportava diverse modifiche al Titolo IV della Parte I e ai Titoli I, II, III, V e VI della Parte II della Costituzione (in totale 47 articoli su 139, sebbene alcuni siano modificati solo consequenzialmente all'abolizione delle province e del bicameralismo perfetto), riguardanti il funzionamento delle Camere e l'iter legislativo, le funzioni e la composizione del Senato, l'elezione del Presidente della Repubblica e le modalità di attribuzione della fiducia al Governo. Ulteriori modifiche erano relative all'equilibrio tra donne e uomini nella rappresentanza, alle leggi di iniziativa popolari e ai referendum, all'abolizione del CNEL, all'introduzione del principio di trasparenza per la pubblica amministrazione, al rapporto tra Stato ed enti locali minori e all'elezione dei giudici della Corte costituzionale.
In dettaglio, nella sua versione definitiva approvata il 12 aprile 2016 e pubblicata tre giorni dopo sulla Gazzetta Ufficiale, la legge di revisione costituzionale prevedeva le novità nell'ordinamento istituzionale italiano esposte di seguito.

### Modifica del bicameralismo e nuovo iter legislativo
Secondo un'analisi di Openpolis di novembre 2016 il nuovo sistema legislativo proposto dalla riforma, se applicato alla legiferazione della XVII legislatura, avrebbe visto il 90% delle leggi approvate in via definitiva dalla sola Camera, mentre solo per il restante 10% si sarebbe mantenuto un procedimento bicamerale perfetto.
Per quanto riguarda i tempi, durante la XVII legislatura le nuove leggi erano state mediamente approvate in 237 giorni, ma con una profonda disparità a seconda dell'iniziativa: i disegni di legge governativi erano stati approvati in 172 giorni, meno di sei mesi, contro i 504, quasi un anno e mezzo, necessari per le proposte d'iniziativa parlamentare. Come precedentemente confermato da un rapporto sull'attività dalla XVI e dalla XVII legislatura (tra il 2008 e il 2015), le leggi d'iniziativa dell'esecutivo costituiscono circa l'80% del totale.
Il rimbalzo da una camera all'altra si era verificato per una legge su cinque, e solo un numero molto limitato aveva richiesto più di tre approvazioni camerali. Tuttavia, tale numero ridotto è anche da ricondurre agli strumenti usati e a volte abusati dalle maggioranze per velocizzare i tempi, tra i quali i maxi-emendamenti, le questioni di fiducia e la decretazione d'urgenza. Tra il 2008 e il 2015 circa il 26,5% delle nuove leggi erano infatti conversioni di decreti (il 36% ratifiche di trattati internazionali e meno della metà costituivano il resto delle leggi ordinarie), mentre per il 27% l'approvazione aveva richiesto almeno un voto di fiducia.
Il sistema bicamerale proposto sanciva il superamento del cosiddetto bicameralismo perfetto, introducendo un bicameralismo differenziato: la Camera dei deputati sarebbe diventata l'unica ad esercitare pienamente la funzione legislativa, di indirizzo politico e di controllo sul Governo, diventando quindi l'unica titolare del rapporto di fiducia con il Governo. I deputati inoltre sarebbero rimasti i soli "rappresentanti della Nazione". Il Senato, invece, sarebbe diventato "rappresentante delle istituzioni territoriali", esercitando funzioni di raccordo tra lo Stato e gli altri enti costitutivi della Repubblica, e tra questi e l'Unione europea, partecipando quindi alla formazione e all'attuazione delle politiche comunitarie, verificandone l'impatto diretto sui territori. Al Senato sarebbe spettata anche la valutazione delle politiche pubbliche e delle attività delle pubbliche amministrazioni, la verifica dell'attuazione delle leggi dello Stato e l'espressione di pareri sulle nomine di competenza del Governo; le funzioni sarebbero state esercitate "in concorso" con l'altra camera.
Il Parlamento si riunisce in seduta comune dei membri delle due Camere nei soli casi stabiliti dalla Costituzione.»
(La nuova formulazione dell'articolo 55 della Costituzione proposta dalla riforma)
In particolare, il concorso del Senato alla funzione legislativa era previsto dal rinnovato articolo 70 per le seguenti materie, per le quali sarebbe continuato a vigere un procedimento di approvazione "bicamerale paritario", in cui le leggi devono essere approvate, nel medesimo testo, da entrambi i rami del Parlamento:
- leggi di revisione costituzionale e altre leggi costituzionali, come disciplinate dall'articolo 138;
- leggi che riguardano l'elezione del Senato e i casi di ineleggibilità ed incompatibilità dei senatori;
- leggi di attuazione di disposizioni costituzionali riguardanti la tutela delle minoranze linguistiche, i referendum e altre forme di consultazione popolare;
- ratifica dei trattati relativi all'appartenenza dell'Italia all'Unione europea e leggi che stabiliscono le norme generali, le forme e i termini della partecipazione dell'Italia alla formulazione e all'attuazione delle politiche comunitarie;
- leggi sull'ordinamento degli enti territoriali e sui rispettivi rapporti con lo Stato, comprese quindi quelle sulle loro funzioni, sui rispettivi organi costitutivi e sulla legislazione elettorale, sulla concessione di particolari forme di autonomia a regioni e province autonome, nonché sulla loro partecipazione alla formazione e all'attuazione di accordi internazionali e atti normativi comunitari, sull'esercizio del potere sostitutivo del Governo nei confronti degli enti locali, sulle attribuzioni patrimoniali agli enti locali, sulle variazioni territoriali delle regioni e sui loro rapporti diretti con stati esteri.

Per quanto riguarda la generalità dei disegni di legge approvati dalla sola Camera, cioè riguardanti tutte le materie per le quali non sarebbe stato obbligatorio il concorso del Senato, l'iter di approvazione avrebbe previsto comunque una limitata partecipazione dell'altra camera. Il procedimento legislativo bicamerale imperfetto, definito anche "monocamerale partecipato" durante il dibattimento della riforma alla Camera, avrebbe previsto infatti che, prima della promulgazione, ogni disegno di legge approvato dalla Camera venisse trasmesso al Senato, il quale entro dieci giorni, su richiesta di un terzo dei suoi componenti, avrebbe potuto disporre di esaminarlo. Se avesse disposto di esaminarlo, avrebbe avuto trenta giorni di tempo per deliberare proposte di modifica, sulle quali sarebbe spettata poi alla Camera la pronuncia in via definitiva. Per le materie la cui potestà legislativa regionale sarebbe stata trasferita allo Stato in attuazione della "clausola di supremazia", l'esame del Senato sarebbe stato disposto a prescindere dalla richiesta di un terzo dei componenti e la Camera avrebbe potuto respingere le eventuali modificazioni proposte dal Senato a maggioranza assoluta dei suoi componenti solo pronunciandosi a sua volta a maggioranza assoluta dei propri componenti. Le leggi di bilancio sarebbero state sempre esaminate dal Senato, che avrebbe potuto proporre modifiche entro quindici giorni dalla trasmissione del testo (anziché entro trenta giorni).
Ciascun membro del Senato, oltre che della Camera, avrebbe conservato la facoltà di presentare proposte di legge su ogni materia. Tutti i disegni di legge, tranne quelli ad approvazione bicamerale, avrebbero dovuto essere presentati alla Camera. Inoltre, il Senato, con deliberazione a maggioranza assoluta dei suoi componenti, avrebbe potuto richiedere alla Camera di procedere all'esame di un disegno di legge: in questo caso la Camera avrebbe avuto sei mesi di tempo per pronunciarsi. Sarebbe spettata alla sola Camera la deliberazione dello stato di guerra, l'emanazione di provvedimenti di indulto ed amnistia, la ratifica di trattati internazionali (ad eccezione di quelli relativi all'appartenenza dell'Italia all'Unione Europea) e la facoltà di autorizzare o meno la persecuzione da parte dell'autorità giurisdizionale ordinaria per i reati ministeriali.
La risoluzione di conflitti di competenza sarebbe stata affidata a intese tra i presidenti delle due Camere, ma sarebbe rimasto possibile un successivo intervento della Corte costituzionale. Nelle disposizioni sulle riunioni delle camere, sarebbe stato previsto inoltre che i regolamenti delle Camere, adottati a maggioranza assoluta dei componenti, dovessero garantire i diritti delle minoranze parlamentari e, alla Camera, disciplinare lo statuto delle opposizioni; era anche sancito il dovere dei membri del Parlamento «di partecipare alle sedute dell'Assemblea e ai lavori delle Commissioni».

#### Decreti-legge e disegni di legge del Governo
L'esecutivo avrebbe avuto facoltà di chiedere alla Camera dei deputati di deliberare, entro cinque giorni dalla richiesta, che un disegno di legge «indicato come essenziale per l'attuazione del programma di governo» fosse inserito in via prioritaria all'ordine del giorno e arrivasse ad un voto definitivo entro i successivi 70 giorni, prorogabili al massimo di 15 giorni in relazione alla complessità del ddl e dei tempi di esame da parte della Commissione. Inoltre i tempi per l'eventuale esame del Senato rispetto all'iter ordinario sarebbero stati ridotti della metà (cinque giorni per chiederne la discussione e quindici per formulare proposte di modifiche), mentre i tempi della valutazione e discussione dei possibili emendamenti proposti alla Camera sarebbero stati inclusi nel limite complessivo di 70 giorni entro i quali il testo avrebbe dovuto ricevere la pronuncia in via definitiva. Sarebbero state escluse da tale procedimento definito «a data certa» le materie di competenza di entrambe le camere e i testi di legge su bilancio, ratifica dei trattati internazionali, elettorali, di amnistia e indulto. L'indicazione di modalità e i limiti dell'esercizio della nuova prerogativa governativa è affidata al nuovo regolamento della Camera.
Per quanto riguarda la decretazione d'urgenza, il cui impiego avrebbe potuto essere ridotto grazie all'introduzione dell'iter a data certa, sarebbero stati inseriti in Costituzione alcuni limiti al suo utilizzo, già previsti dalla legge n. 400 del 1988 (art. 15) e da precedenti sentenze della Corte costituzionale. In particolare veniva specificato che sia i decreti sia le leggi di conversione avrebbero dovuto presentare contenuti specifici, omogenei e coerenti al titolo, senza contenere «disposizioni estranee all'oggetto o alle finalità del decreto». Durante la conversione in legge dei decreti (che sarebbe dovuta avvenire entro 60 giorni), in caso di procedimento monocamerale partecipato, il Senato avrebbe potuto proporre modifiche entro 10 giorni dalla data di trasmissione del testo da parte della Camera. Sarebbe stato inoltre inserito un differimento di 30 giorni per la conversione in legge qualora il Presidente della Repubblica avesse richiesto una nuova deliberazione prima della promulgazione.

### Nuova composizione del Senato

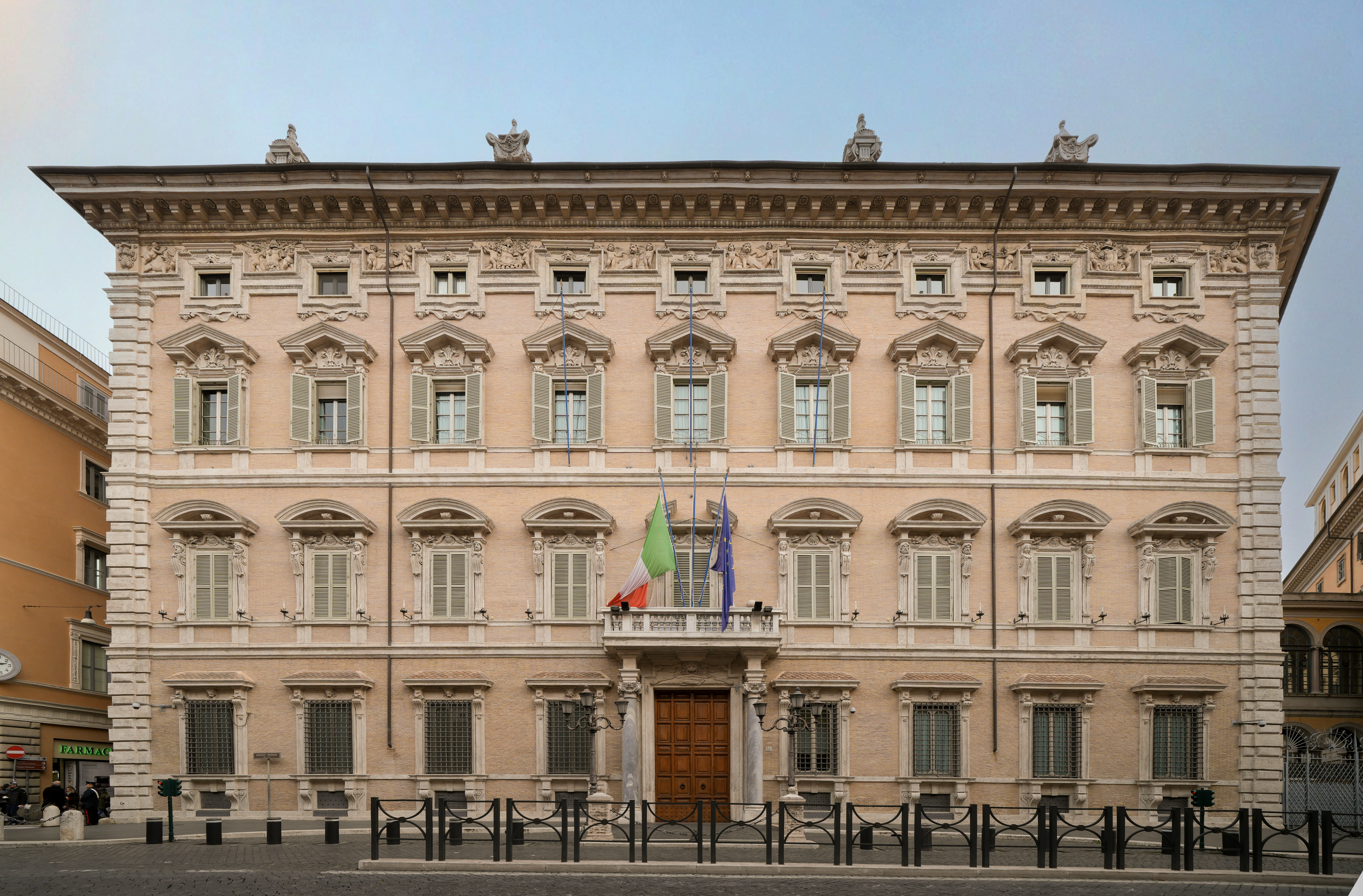
Palazzo Madama, sede del Senato

La composizione del Senato sarebbe stata ridotta a 100 senatori, circa un terzo dei 315 (più i senatori a vita) previsti dal testo precedente.
Novantacinque senatori avrebbero dovuto rappresentare le istituzioni territoriali (non più la Nazione) e sarebbero stati eletti dai Consigli regionali e dai Consigli delle province autonome di Trento e Bolzano; di questi 95, 74 sarebbero stati eletti tra i membri dei medesimi consigli e 21 tra i sindaci dei comuni dei rispettivi territori, nella misura di un sindaco per ogni territorio. L'elezione popolare diretta sarebbe stata dunque sostituita da un'elezione di secondo grado da parte dei consiglieri. In merito all'elezione, la proposta di riforma del testo costituzionale prevedeva che, con modalità rinviate a una successiva legge, i senatori fossero eletti "con metodo proporzionale", "in conformità alle scelte espresse dagli elettori per i candidati consiglieri in occasione del rinnovo dei medesimi organi", e "in ragione dei voti espressi e della composizione di ciascun Consiglio". La distribuzione a livello nazionale avrebbe continuato ad essere fatta proporzionalmente alla popolazione risultante dall'ultimo censimento generale, fatto salvo un numero minimo di due senatori per ogni regione e per ciascuna delle province autonome di Trento e Bolzano. Non sarebbero stati più previsti senatori eletti dai cittadini italiani residenti all'estero. La durata del mandato dei senatori sarebbe coincisa con quella dei Consigli regionali da cui sarebbero stati eletti; inoltre, i senatori sarebbero decaduti se fosse cessata la loro carica elettiva regionale o locale. Il Senato sarebbe diventato quindi un organo a rinnovo parziale continuo, non sottoposto a scioglimento, modificando la normativa che prevede un Senato eletto nella sua interezza ogni 5 anni, salvo scioglimento anticipato delle Camere.
| Regione | Seggi | Regione   | Seggi | Regione       | Seggi |
| --- | ----- | --------- | ----- | ------------- | ----- |
| Abruzzo | 2     | Lazio     | 8     | Sardegna      | 3     |
| Alto Adige | 2     | Liguria   | 2     | Sicilia       | 7     |
| Basilicata | 2     | Lombardia | 14    | Toscana       | 5     |
| Calabria | 3     | Marche    | 2     | Trentino      | 2     |
| Campania | 9     | Molise    | 2     | Umbria        | 2     |
| Emilia-Romagna | 6     | Piemonte  | 7     | Valle d'Aosta | 2     |
| Friuli-Venezia Giulia | 2     | Puglia    | 6     | Veneto        | 7     |
| Complessivamente 74 consiglieri regionali e 21 sindaci, cui si sarebbero aggiunti i senatori di nomina presidenziale (fino a 5) e i presidenti emeriti della Repubblica. |       |           |       |               |       |

Fino a cinque senatori sarebbero stati nominati «per altissimi meriti» dal presidente della Repubblica. Tali senatori (che avrebbero sostituito i senatori a vita) sarebbero rimasti in carica sette anni e non avrebbero potuto essere nuovamente nominati. Sarebbero rimasti invece senatori di diritto e a vita i presidenti emeriti della Repubblica. Inoltre nelle disposizioni transitorie della riforma era previsto che rimanessero in carica i quattro senatori a vita già nominati alla data di entrata in vigore della riforma (Elena Cattaneo, Mario Monti, Renzo Piano e Carlo Rubbia), ma il loro numero sarebbe stato contato nel numero complessivo di cinque senatori nominabili dal Presidente della Repubblica.
La riforma avrebbe soppresso l'articolo 58 sull'elettorato attivo e passivo, non prevedendo più specifici limiti d'età per la carica di senatore (poiché occorrono 25 anni per votare il Senato e 40 anni per essere eletto senatore) oltre quelli derivanti dai rispettivi organi di provenienza: 18 anni sia per l'elettorato attivo che passivo.
Ai senatori non sarebbe più spettata alcuna indennità parlamentare per il ruolo, anche se il regolamento interno avrebbe potuto prevedere eventuali rimborsi-spese o misure simili; sarebbero invece rimasti validi il divieto di vincolo di mandato e l'immunità parlamentare.

### Leggi elettorali, d'iniziativa popolare e referendum
Secondo le modifiche proposte agli articoli 55 e 122 della Costituzione, le leggi elettorali, comprese quelle regionali, avrebbero dovuto promuovere "l'equilibrio tra donne e uomini nella rappresentanza". Sarebbe stato così specificato e rafforzato quanto sancito dall'attuale articolo 51, modificato nel 2003 (la Repubblica promuove "le pari opportunità tra donne e uomini" al fine dell'accesso agli uffici pubblici e alle cariche elettive in condizioni di eguaglianza), e dall'art. 117, modificato nel 2001 (le leggi regionali promuovono "la parità di accesso tra donne e uomini alle cariche elettive"). Le leggi elettorali dei due rami del parlamento sarebbero state approvate con due diversi procedimenti: la legge elettorale della Camera dei deputati sarebbe rientrata tra quelle approvate dalla sola Camera dei deputati con partecipazione consultiva del Senato, mentre la legge elettorale del Senato sarebbe stata approvata da entrambe le Camere paritariamente. Inoltre, almeno un quarto dei componenti della Camera o un terzo dei componenti del Senato avrebbero avuto facoltà di chiedere alla Corte costituzionale un giudizio preventivo di legittimità prima della promulgazione di nuove leggi sull'elezione dei membri della Camera o del Senato.
Per quanto riguarda le leggi di iniziativa popolare, da un lato il numero di firme necessario per la presentazione di un disegno di legge sarebbe stato aumentato da 50 000 a 150 000, dall'altro sarebbe stato introdotto il principio che la discussione e la deliberazione in merito ai disegni di legge di iniziativa popolare dovesse essere garantita secondo tempi certi da stabilire nei regolamenti parlamentari.
Sarebbero stati inoltre introdotti due nuovi tipi di referendum popolari, propositivi e d'indirizzo, nonché "altre forme di consultazione, anche delle formazioni sociali", la cui disciplina sarebbe stata rinviata ad una successiva legge costituzionale che ne avrebbe stabilito "condizioni ed effetti", e ad una legge ordinaria bicamerale che ne avrebbe disposto le modalità di attuazione. Per quanto riguarda i referendum popolari abrogativi, se fossero stati richiesti da almeno 800 000 elettori invece che 500 000, sarebbero stati validi anche nel caso si fosse espressa la maggioranza dei votanti alle ultime elezioni politiche; se richiesti da almeno 500 000 elettori ma meno di 800 000, o da cinque consigli regionali, sarebbe rimasto invariato il quorum della maggioranza degli aventi diritto.

### Elezione del Presidente della Repubblica e dei giudici della Corte costituzionale
Il Presidente della Repubblica sarebbe stato eletto dal Parlamento riunito in seduta comune e non più anche dai delegati regionali. Sarebbe cambiata anche la maggioranza necessaria per l'elezione. Attualmente, dalla quarta votazione è sufficiente la maggioranza assoluta dopo i due terzi richiesti per le prime tre votazioni; la proposta di riforma invece avrebbe richiesto dal quarto scrutinio la maggioranza dei tre quinti dell'assemblea, e dal settimo i tre quinti dei votanti.
Il calcolo del quorum sul numero dei votanti anziché dei componenti, a partire dal settimo scrutinio, avrebbe comportato che lo stesso diventi potenzialmente variabile, non rientrando nel computo dei votanti gli assenti e, stante l'applicazione del regolamento della Camera dei deputati, nemmeno gli astenuti; invece sarebbero state contate nel numero dei votanti sia le schede bianche sia le nulle. Ad ogni modo, ai fini del numero legale, l'art. 64 della Costituzione (nella parte non modificata e tuttora vigente) prevede che "le deliberazioni di ciascuna Camera e del Parlamento non sono valide se non è presente la maggioranza dei loro componenti". Ipotizzando quindi un'assemblea composta da 732 "grandi elettori" (630 deputati, 100 senatori e 2 presidenti emeriti), le votazioni avrebbero visto un numero legale di almeno 367 presenti, un quorum di 488 preferenze nei primi tre scrutini e di 440 nei successivi, potenzialmente minore dal settimo in caso di assenti o astenuti.
Il Presidente della Camera dei deputati sarebbe diventato la seconda carica dello Stato, esercitando le funzioni del Presidente della Repubblica in ogni caso in cui questi non possa adempierle. Per l'elezione di un nuovo Presidente della Repubblica, il Parlamento sarebbe stato convocato in seduta comune dal Presidente della Camera o, nel caso avesse sostituito il Presidente nelle sue funzioni, dal Presidente del Senato.
Per quanto riguarda l'elezione dei giudici della Corte costituzionale, i cinque (su quindici) di nomina parlamentare sarebbero stati eletti separatamente dalla Camera dei deputati e dal Senato della Repubblica, che ne avrebbero eletti rispettivamente tre e due, e non più dal Parlamento in seduta comune.

### Ulteriori modifiche relative al Titolo III della Costituzione
Relativamente al Titolo III, oltre alle già citate modifiche riguardanti la modalità di concessione e revoca di fiducia al governo, e di autorizzazione alla persecuzione dei reati commessi durante la carica ministeriale, attività attualmente relative alla sola Camera dei Deputati, sarebbero state inserite alcune ulteriori modifiche:
- All'articolo 97, ai principi di buon andamento e imparzialità nell'organizzazione dei pubblici uffici, sarebbe stato aggiunto il principio di trasparenza.[91]
- Sarebbe stato soppresso il Consiglio nazionale dell'economia e del lavoro, con l'abrogazione integrale dell'articolo 99.[92]

### Modifiche relative al Titolo V della Costituzione
(Il primo comma dell'articolo 114 della Costituzione proposto dalla riforma)
Proposte di modifica rilevanti riguardavano anche il Titolo V della Costituzione, relativo al rapporto fra lo Stato e gli enti locali. La medesima materia era stata oggetto di una precedente revisione costituzionale, approvata dal referendum del 2001, con la quale si era cercato di aumentare il decentramento amministrativo italiano. Con la riforma Renzi-Boschi invece si voleva riaffermare un nuovo accentramento, riportando in capo allo Stato la competenza legislativa in diverse materie ed introducendo una "clausola di supremazia" statale.
- Veniva rimossa dalla Carta costituzionale ogni riferimento alle province, eccetto quelle autonome di Trento e di Bolzano.[95] Ciò rappresentava un nuovo passaggio nel processo di sostituzione di tali enti con le città metropolitane, già inserite in Costituzione con la riforma del 2001, la cui concreta istituzione iniziò in diverse regioni italiane con l'entrata in vigore della legge n. 56 del 7 aprile 2014, anche nota come legge Delrio, che avrebbe continuato a disciplinare anche l'ordinamento delle province fino all'emanazione delle norme attuative successive l'eventuale promulgazione della riforma.[96]
- All'articolo 116, ai fini dell'eventuale concessione di condizioni particolari di autonomia alle regioni, con legge approvata da entrambe le Camere, era richiesto che la singola regione si trovasse in una «condizione di equilibrio tra le entrate e le spese del proprio bilancio».[97] Veniva inoltre ridotto l'ambito delle materie nelle quali avrebbero potuto essere attribuite particolari forme di autonomia alle regioni ordinarie.[98]
- All'articolo 117 venivano soppresse le materie di legislazione concorrente tra Stato e regioni (in cui la potestà legislativa spetta alle regioni, salvo che per la determinazione dei "principi fondamentali", riservata alla legislazione dello Stato): queste materie sarebbero state redistribuite tra competenza esclusiva statale e competenza regionale. La maggior parte sarebbero state aggiunte alla lista delle materie la cui legislazione esclusiva spetta allo Stato, tra cui: mercati assicurativi; programmazione strategica della ricerca scientifica e tecnologica; previdenza complementare e integrativa; tutela, sicurezza e politiche attive del lavoro; commercio con l'estero; ordinamento sportivo, delle professioni e della comunicazione; sistema nazionale e coordinamento della protezione civile; produzione, trasporto e distribuzione nazionali dell'energia; infrastrutture strategiche e grandi reti di trasporto e di navigazione di interesse nazionale; porti e aeroporti civili, di interesse nazionale e internazionale.[79] Rispetto a istruzione, tutela della salute, governo del territorio, attività culturali e beni culturali (prima materie di legislazione concorrente), sarebbe stato previsto che spettasse alla competenza legislativa esclusiva dello Stato dettare "disposizioni generali e comuni". Sarebbero stati di competenza delle Regioni: servizi scolastici e promozione del diritto allo studio, anche universitario; programmazione e organizzazione dei servizi sanitari; pianificazione del territorio regionale, mobilità al suo interno e dotazione infrastrutturale; disciplina, per quanto di interesse regionale, delle attività culturali e della promozione dei beni culturali. Anche le politiche sociali e il turismo sarebbero diventate materie su cui lo Stato avrebbe dettato "disposizioni generali e comuni", mentre sarebbe spettato alle regioni la programmazione e organizzazione dei servizi sociali e la valorizzazione e organizzazione regionale del turismo. Rispetto alla finanza pubblica, sarebbe spettato allo Stato il coordinamento della finanza pubblica e del sistema tributario, mentre alle regioni la regolazione in ambito regionale delle relazioni finanziarie tra enti territoriali ai fini del rispetto degli obiettivi di finanza pubblica. Sarebbero spettati inoltre alle Regioni: la promozione dello sviluppo economico locale e l'organizzazione in ambito regionale dei servizi alle imprese; la rappresentanza delle minoranze linguistiche; ogni materia residuale non espressamente riservata alla competenza legislativa dello Stato.[99] Nelle materie in cui la competenza legislativa esclusiva dello Stato fosse stata limitata alle "disposizioni generali e comuni", che si sarebbero sostituiti ai "principi fondamentali" delle vecchie materie di legislazione concorrente, si sarebbe configurata una nuova forma di "co-legislazione" da parte dello Stato e delle regioni.[100]
- Sempre all'articolo 117 era introdotta la cosiddetta "clausola di supremazia" che prevedeva (anche per le materie non di competenza statale) l'intervento del Governo qualora lo avesse richiesto «la tutela dell'unità giuridica o economica della Repubblica, ovvero la tutela dell'interesse nazionale».[79][101]
- All'articolo 118, ai principi di sussidiarietà, differenziazione ed adeguatezza delle funzioni amministrative, erano aggiunti principi di «semplificazione e trasparenza dell'azione amministrativa, secondo criteri di efficienza e di responsabilità degli amministratori».[102]
- All'articolo 120, sul potere sostitutivo del Governo nei confronti degli enti locali, era introdotta la formulazione di un parere da parte del Senato e sarebbe stato affidato alla legge il compito di stabilire «i casi di esclusione dei titolari di organi di governo regionali e locali dall'esercizio delle rispettive funzioni quando è stato accertato lo stato di grave dissesto finanziario dell'ente».[103]
- All'articolo 122, per gli emolumenti ai componenti degli organi di governo regionali, era introdotto un limite pari a quello dei sindaci dei comuni capoluogo di regione.[80] Altra disposizione concernente i costi dei consigli regionali era contenuta nelle disposizioni finali del disegno di legge (art. 40), che al comma 2 vietavano la corresponsione di rimborsi o analoghi trasferimenti monetari recanti oneri a carico della finanza pubblica in favore dei gruppi politici presenti nei Consigli regionali.[104]
- Secondo l'articolo 126, per il decreto di scioglimento dei consigli regionali, si sarebbe adottato il parere del Senato e non più di una commissione di deputati e senatori.[105]

### Previsioni sull'entrata in vigore
La riforma sarebbe entrata in vigore il giorno successivo alla ripubblicazione sulla Gazzetta Ufficiale successiva alla promulgazione.
Le varie novità introdotte dalla legge costituzionale sarebbero state applicate eventualmente a partire dalla legislatura successiva allo scioglimento delle camere, eccetto alcune disposizioni di immediata applicazione, tra cui la soppressione del CNEL. Il nuovo Titolo V non sarebbe stato applicato inoltre nelle regioni a statuto speciale e nelle province autonome di Trento e Bolzano fino alla revisione dei rispettivi statuti, previa intesa; la limitazione alla potestà legislativa regionale introdotta dalla clausola di supremazia rimaneva comunque già prevista dagli statuti delle regioni a statuto speciale, fatta eccezione per la Sicilia.

## Posizione del Governo, dei principali partiti e dei costituzionalisti

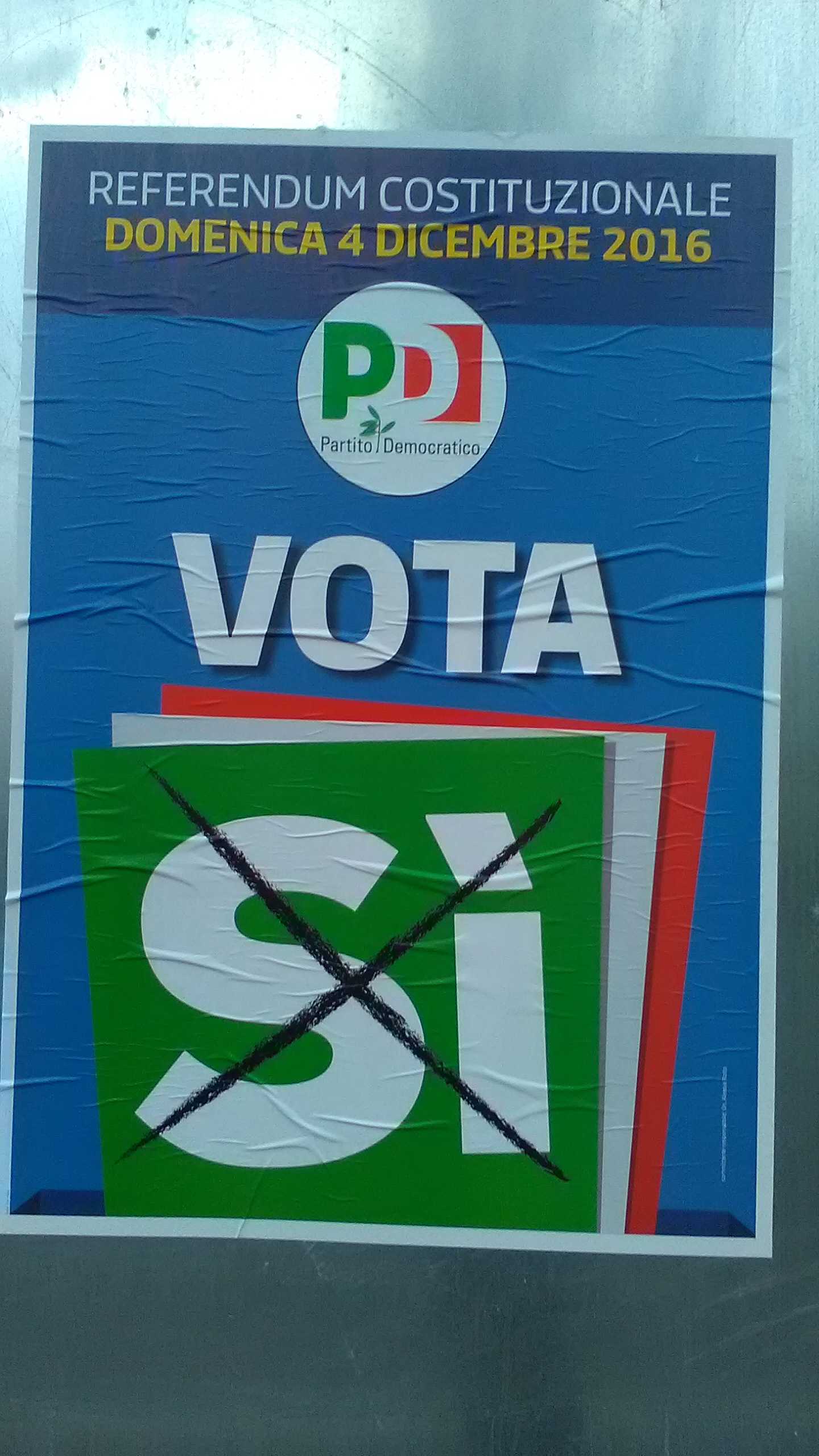
Manifesto del Partito Democratico a favore del referendum

Matteo Renzi ha fatto delle riforme istituzionali, oltre che della legge elettorale, uno dei punti principali del suo programma sin dai primi giorni di vita del suo governo, annunciando già al suo primo discorso nell'aula del Senato, in cui chiedeva la prima fiducia nel febbraio 2014, il desiderio di voler essere l'ultimo Presidente del Consiglio a chiederla anche ai senatori.
(Matteo Renzi chiedendo la fiducia al Senato dopo la sua nomina a presidente del Consiglio, 24 febbraio 2014)
Il suo progetto era basato anche sui frutti del patto del Nazareno stretto il mese precedente con Silvio Berlusconi, con il quale mirava ad un veloce percorso di riforme contando sull'appoggio in Parlamento anche di Forza Italia; accordo che tuttavia naufragò all'inizio dell'anno seguente, a causa dei contrasti sull'elezione del nuovo Presidente della Repubblica. Durante i vari passaggi del testo nelle aule parlamentari, non si è verificato quindi l'auspicato allargamento del consenso oltre i confini della maggioranza di governo: al contrario, Matteo Renzi e la ministra Maria Elena Boschi – che hanno presentato il progetto di riforma al Parlamento – hanno dovuto fare i conti, oltre che con il dissenso dei partiti di opposizione, anche con le correnti di minoranza interne al loro partito. Dibattuto per mesi, con critiche provenienti da esponenti del Partito Democratico sostenitori del suffragio diretto, è stato infatti l'articolo relativo alle nuove modalità di elezione dei senatori, che nelle prime versioni non prevedeva alcuna espressione di preferenza dei cittadini. Diversi componenti del PD, inoltre, hanno continuato a mantenere un atteggiamento non di pieno supporto anche dopo l'approvazione parlamentare del disegno di legge, pur avendolo votato, esprimendo riserve legate alla necessità di cambiare la legge elettorale e criticando il rischio di strumentalizzazione personale del referendum da parte di Renzi. Alcuni di essi, tra cui Pier Luigi Bersani e Massimo D'Alema, si sono poi apertamente schierati per il «no».
Quasi tutti i parlamentari dell'opposizione (tra i cui partiti figurano Movimento 5 Stelle, Forza Italia, Lega Nord e Sinistra Italiana) hanno preferito lasciare l'aula al momento del voto finale di approvazione, criticando aspramente i modi con cui il Governo avrebbe forzato in modo autoritario il cammino del ddl, denunciando il rischio di limitazione dello stato di democrazia con gli effetti congiunti della riforma della Costituzione e della nuova legge elettorale, quest'ultima in grado di consegnare la maggioranza assoluta alla Camera a un solo partito a prescindere dall'entità del consenso popolare; a tal proposito Renato Brunetta ha giudicato l'approvazione delle forze di maggioranza (Partito Democratico, Nuovo Centrodestra, Scelta Civica, Unione di Centro) come un «atto eversivo». Tra le opposizioni da segnalare tuttavia che a livello locale vari amministratori appartenenti a Forza Italia si sono discostati dalla linea nazionale del «no» scelta dal proprio partito, aderendo a comitati a sostegno della riforma.
Le ragioni addotte dai sostenitori della riforma comprendevano:
- il superamento del bicameralismo paritario, storicamente criticato;
- l'introduzione di un iter legislativo più rapido, giacché un disegno di legge – nel nuovo procedimento ordinario – non avrebbe dovuto necessariamente essere approvato nel medesimo testo da entrambe le Camere, limitando così le cosiddette "navette parlamentari";
- il risparmio, stimato in qualche centinaio di milioni di euro, derivante dall'abolizione del CNEL, dalla riduzione del numero dei senatori e dall'eliminazione delle loro indennità;
- la risoluzione di molti conflitti di attribuzione fra Stato e regioni sull'esercizio della potestà legislativa, con un ridimensionamento dell'autonomia regionale giustificato anche alla luce degli scandali e della cattiva gestione delle risorse pubbliche emersi in diverse amministrazioni locali.

Gli oppositori della riforma, oltre ad avanzare critiche di metodo sulle modalità con cui il provvedimento fu approvato – senza un ampio consenso – e sulla scarsa qualità espositiva del testo proposto, sottolineavano invece:
- il rischio che il nuovo Senato diventasse sostanzialmente inutile o controproducente, il che avrebbe introdotto una complicazione nel sistema istituzionale;
- la complessità del nuovo iter legislativo in relazione all'ampio numero di procedimenti possibili, che avrebbero potuto far sorgere conflitti fra le due Camere;
- l'esiguità o l'insussistenza dei risparmi prospettati dai sostenitori della riforma;
- l'abolizione dell'elezione popolare diretta dei senatori, che avrebbe contribuito ad allontanare ulteriormente le istituzioni dai cittadini, arrecando detrimento al principio di sovranità popolare;[117]
- l'eccessiva riduzione dell'autonomia delle regioni, il che avrebbe leso il principio di sussidiarietà;
- il rischio, paventato solo da alcuni fra i contrari alla riforma, che il nuovo assetto istituzionale potesse favorire «derive autoritarie», sia per effetto del combinato disposto con la legge elettorale Italicum, sia per l'istituzione di strumenti come il procedimento legislativo «a data certa».

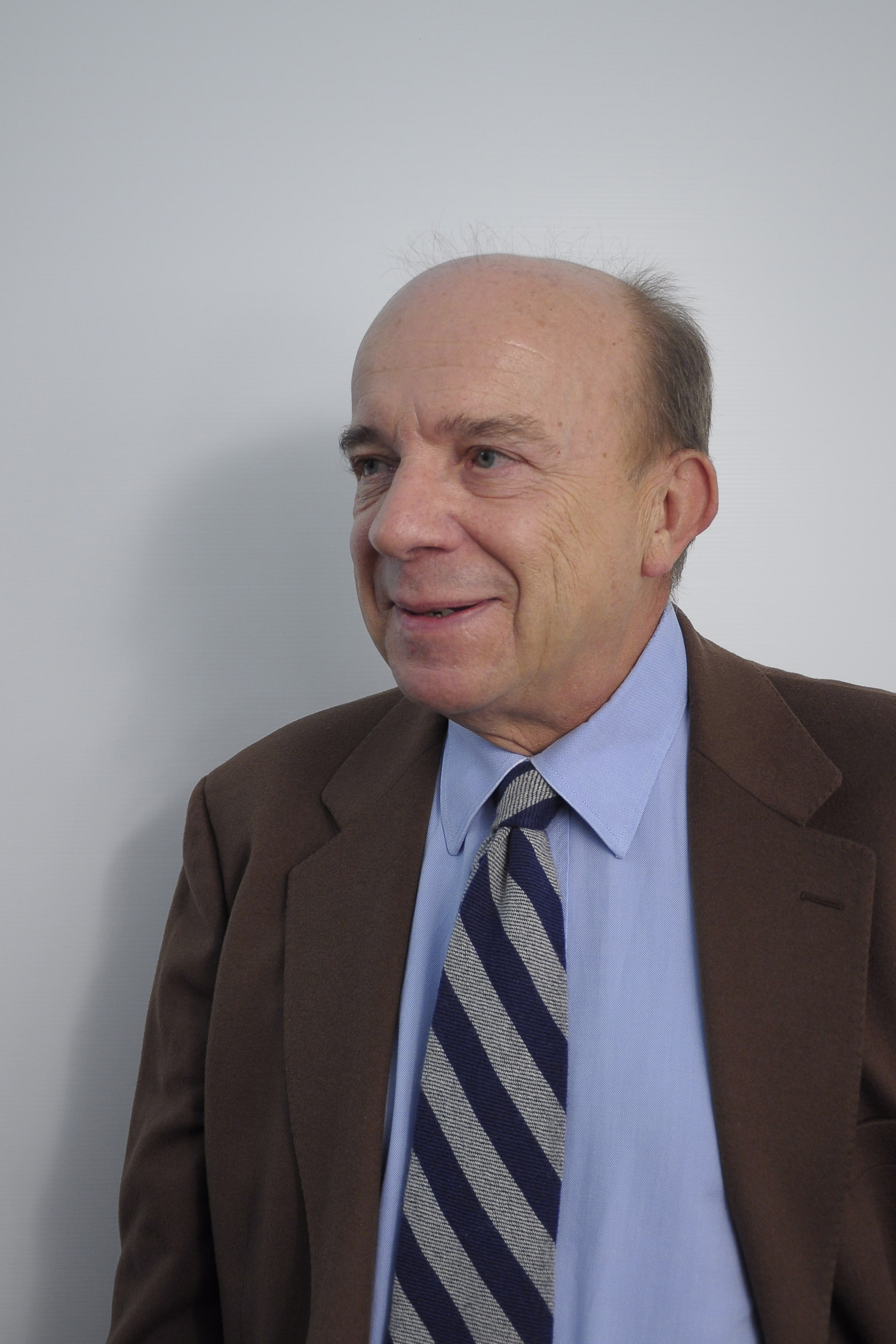
Gustavo Zagrebelsky, uno dei giuristi contrari alla riforma

Gustavo Zagrebelsky, già presidente della Corte costituzionale, ha ravvisato una complicazione strutturale e procedimentale, descrivendo la riforma come una «degradazione del Senato in Camera secondaria», che a suo dire comporterebbe «l'umiliazione della politica» e il rischio di un «progressivo svuotamento della democrazia»; Francesco Clementi, uno dei "saggi" nominati da Napolitano nel 2013, ritiene al contrario che la riforma sarebbe in grado di portare l'Italia tra le «migliori liberal-democrazie europee». Tra i costituzionalisti favorevoli alla riforma figurano anche Augusto Antonio Barbera, Sabino Cassese, Stefano Ceccanti, Pietro Ciarlo, Lorenzo Cuocolo, Sergio Fabbrini, Carlo Fusaro, Ida Nicotra e Cesare Pinelli, mentre tra i più critici vi sono Gaetano Azzariti, Lorenza Carlassare, Enzo Cheli, Ugo De Siervo, Giovanni Cesare Ferrara, Giovanni Maria Flick, Annibale Marini, Valerio Onida, Alessandro Pace, Stefano Rodotà e Massimo Villone, per i quali la riforma introdurrebbe squilibri al sistema istituzionale. Anche i politologi Gianfranco Pasquino e Giovanni Sartori hanno giudicato la riforma in termini fortemente negativi. Altri studiosi hanno invece preferito mantenere una posizione più neutrale, invitando a evitare uno scontro tra posizioni radicali come avvenuto per la tentata riforma del 2006, rifiutando di dare un'indicazione di voto per il referendum o esprimendo una valutazione tendenzialmente favorevole pur evidenziando delle criticità (come nel caso di Ginevra Cerrina Feroni, già componente della "commissione di saggi" per le riforme durante il Governo Letta).
Renzi, dal canto suo, ha giudicato un «momento storico» l'approvazione in Parlamento della riforma, affermando l'intenzione di «giocarsi tutto» sul referendum confermativo, promosso anche dalla stessa maggioranza di governo, sostenendo più volte di essere pronto alle dimissioni in caso di bocciatura – ipotesi successivamente avveratasi - e auspicando un'affluenza superiore al 50% e oltre il 60% di sì. Già nel 2014 dichiarava infatti: «Se salta la riforma del Senato non salta solo il mio governo: salto io, si chiude la mia carriera politica». Le opposizioni hanno criticato tale atteggiamento, accusandolo di voler trasformare il referendum «in un plebiscito» su se stesso.

### Critiche alla riforma in dettaglio
(Commento di Umberto Allegretti e Enzo Balboni sulla nuova composizione del Senato)
Le principali critiche rivolte alla riforma Renzi-Boschi, oltre che ai principi e agli obiettivi prefissati, sono state incentrate anche sulle modalità con cui si è cercato di darne attuazione.
Sul nuovo Senato è stata rilevata una contraddizione tra le finalità della riforma e le loro traduzioni normative: se, infatti, la riforma mira a trasformarlo in una camera espressione delle autonomie territoriali (in una prima versione del testo era anche previsto il cambio di nome in "Senato delle Autonomie"), il mantenimento di previsioni come il divieto di mandato imperativo, senza quindi espliciti vincoli di rappresentanza del proprio territorio (presenti invece nel Bundesrat tedesco), e le modalità di elezione dei suoi componenti fanno comunque pensare a una camera di natura politica, simile al criticato Bundesrat austriaco. A proposito della composizione è stata anche criticata la scelta di mantenere una quota di senatori di nomina presidenziale, figure che avrebbero avuto più senso se spostate nella Camera dei deputati, sia per la sua natura politica sia per la qualità rappresentativa dell'intera Nazione. Anche la conseguente speditezza del nuovo iter legislativo che dovrebbe derivare dalla nuova configurazione parlamentare è stata messa in dubbio per la varietà di procedimenti possibili (fino a una decina, a seconda di chi ne promuove l'iniziativa, di quali camere coinvolga, dei tempi a cui è assoggettato, ecc.) e i relativi potenziali conflitti di competenza tra le due camere, le cui risoluzioni sono affidate solo a intese tra i presidenti delle stesse camere, strumento da alcuni ritenuto molto debole. Alcuni hanno anche espresso preoccupazione sulla potenziale maggiore facilità di esercitare pressione per le lobby dovendo preoccuparsi sostanzialmente di una sola camera e non più di due.

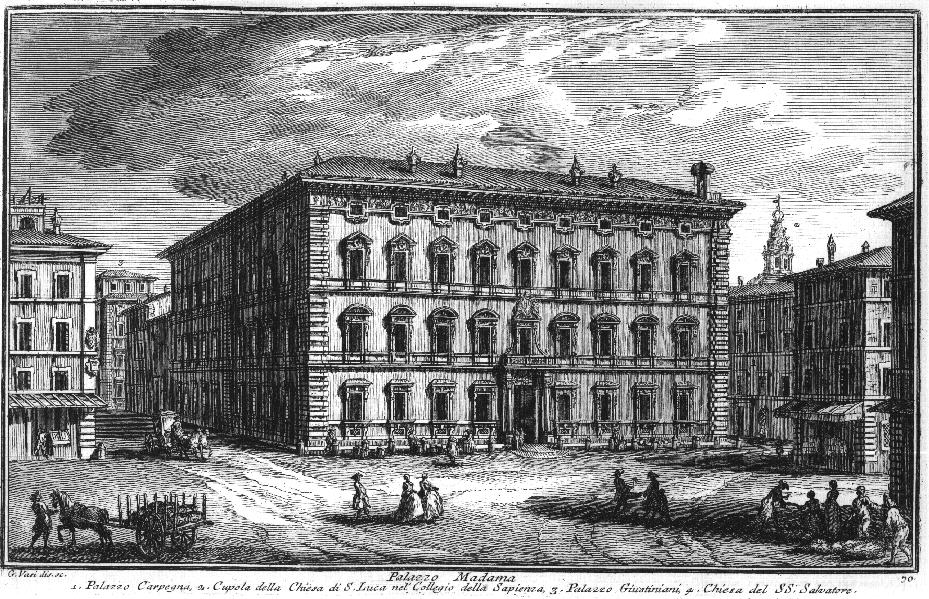
Incisione di Palazzo Madama (XVIII sec.), oggi sede del Senato della Repubblica.

Per superare almeno parzialmente certe criticità sono considerati di grande importanza quello che sarà il nuovo regolamento del Senato e le norme sull'elezione dei senatori; per quanto riguarda il regolamento dell'aula in particolare si confida sullo smarcamento dai regolamenti del passato, eliminando in primo luogo la suddivisione dei senatori in gruppi per appartenenza politica, preferendo invece criteri di provenienza istituzionale (raggruppando sindaci, presidenti di regione e di provincia autonoma, consiglieri regionali e provinciali) o territoriale (per regioni e province autonome), mentre riguardo all'elezione le strade percorribili sono diverse: si potrebbe far scegliere ai cittadini candidati senatori da liste a parte oppure dare precedenza ai presidenti di regione e di provincia autonoma, in quanto figure alle quali sarebbe riconosciuta maggiore capacità di rappresentare il proprio territorio rispetto a un consigliere.
In merito al nuovo articolo 117, per il quale alcuni costituzionalisti sono arrivati a definirla una «controriforma» rispetto al decentramento del 2001, l'eliminazione della competenza concorrente potrebbe non risolvere le cause dei numerosi conflitti Stato-regioni in quanto in prevalenza derivanti dalle materie a competenza esclusiva statale, ora notevolmente allungate. A rafforzare il peso statale, direzione della riforma indicata anche da varie precedenti sentenze della Corte costituzionale su conflitti d'attribuzione, volte a preservare un principio di garanzia dell'unità statale, è anche la "clausola di salvaguardia" per le materie di interesse nazionale o per le quali sia necessario garantire uniformità sull'intero territorio dello Stato, che possono comprendere un campo molto vasto includendo temi tra quelli di maggiore influenza sulle politiche delle regioni e sui rispettivi bilanci come sanità e politiche sociali. Per evitare un'eccessiva contrazione della potestà legislativa regionale e limitare contrasti di attribuzione si confida nel buon funzionamento del nuovo Senato e nei rapporti tra le due camere oltre che in un miglior utilizzo del passato di strumenti come la Conferenza Stato-regioni. Il riaccentramento potrebbe anche essere bilanciato con una maggiore e concreta attuazione del terzo comma dell'articolo 116, che consente la concessione di «condizioni particolari di autonomia», anche se limitatamente alle regioni in equilibrio di bilancio, aspetto che potrebbe tuttavia aumentare le differenze tra alcune regioni e le altre.
In tale ambito è stato comunque oggetto di apprezzamento il tentativo di porre fine al bicameralismo paritario con la nascita di una camera di espressione territoriale, soluzione da lungo auspicata specie dal rafforzamento delle potestà legislative regionali, anche per dar loro un diretto sbocco nella politica nazionale e prevenire conflitti di attribuzione e disarmonie nel quadro regolamentare complessivo, pur nel quadro del ri-accentramento previsto dal nuovo articolo 117 e il mancato intervento per risolvere le disparità tra le ragioni a statuto ordinario e a statuto speciale, senza maggiori competenze specializzate e diversificate distribuite sull'intero territorio nazionale come da taluni sperato.
Sono stati giudicati positivamente anche la previsione di tempi certi per alcuni procedimenti legislativi; i limiti introdotti alla decretazione d'urgenza, il tentativo di dare garanzie di discussione alle leggi d'iniziativa popolare; l'introduzione di nuovi tipi di referendum e l'abbassamento del quorum in caso di un maggiore numero di firme per un referendum abrogativo; il giudizio preventivo di legittimità costituzionale per le leggi elettorali; l'attribuzione delle funzioni di raccordo tra Stato e Unione europea al Senato, che avrà modo di verificare l'azione diretta delle normative comunitarie sui territori che rappresenta. Diversi hanno anche confutato la tesi che suggerirebbe una potenziale deriva autoritaria suggerita da alcuni a seguito del rafforzamento del Presidente del Consiglio, segnalando particolarmente, oltre alla non modifica dei vari principi di garanzia, come la riforma si differenzi profondamente in tal senso da quella proposta nel 2005, bocciata dal referendum costituzionale, che introduceva, tra l'altro, il principio del simul stabunt vel simul cadent a meno di una sfiducia costruttiva senza cambiamenti nella composizione politica della maggioranza, che rendeva di fatto poco probabile una sfiducia al primo ministro. È comunque riscontrabile un consolidamento della figura del Governo, per la possibilità di dare corsia preferenziale a disegni di legge e per l'essere legato a una maggioranza parlamentare teoricamente certa e compatta secondo l'Italicum, anche se tra i motivi a sostegno della necessità di una riforma espressi in passato rientravano proprio anche l'evitare crisi politiche troppo frequenti e percorsi con eccessivi ostacoli alle scelte di indirizzo politico.

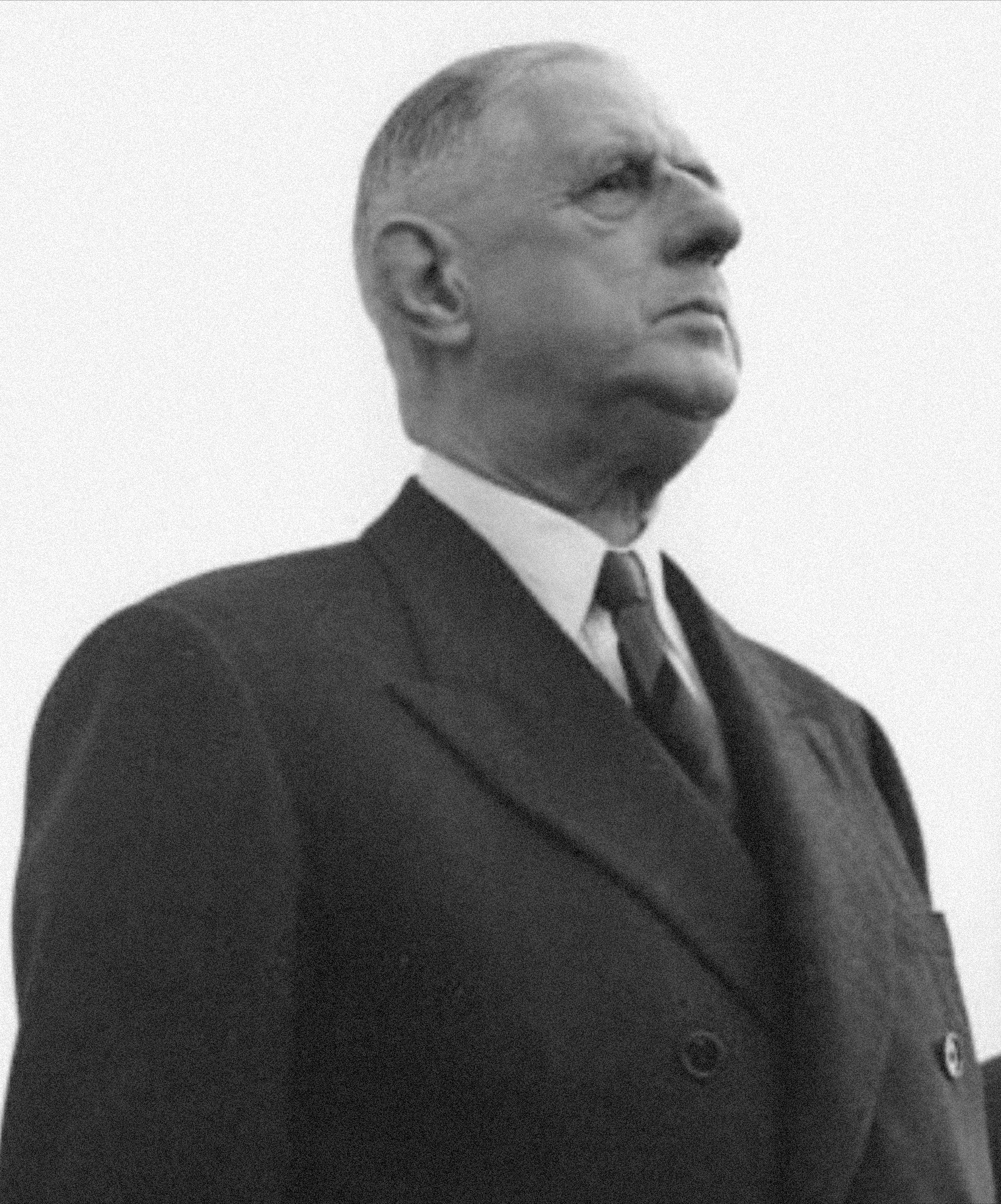
Renzi è stato paragonato a De Gaulle per le sue dichiarazioni sul referendum

Critiche sono state rivolte anche alla qualità del testo, la cui esposizione per qualche articolo è in parte peggiorata anche nel tentativo della maggioranza di superare con qualche modifica numerose proposte d'emendamento o introdurre punti di compromesso senza riscrivere l'intero comma o articolo; in generale è stato evidenziato come, oltre ad avere punti poco chiari e macchinosi, il nuovo testo costituzionale è allungato di circa un terzo rispetto all'originario.
Per quanto riguarda il cammino parlamentare della riforma, non è stata perlopiù ritenuta sostenibile la tesi secondo la quale, a seguito della sentenza della Corte costituzionale 1/2014 che dichiarava incostituzionale la legge elettorale del 2005, il Parlamento non sarebbe legittimato a cambiare la Costituzione, facendone al massimo una questione di opportunità politica. È invece giudizio comune la deprecabilità del mancato raggiungimento di un più ampio consenso e in certi momenti della chiusura al confronto o a più profonde riflessioni, anche per l'ostruzionismo delle opposizioni, da parte della maggioranza, anche se alcuni ricordano come il Partito Democratico si fosse aperto al dialogo con le forze di minoranza trovando in un primo momento un'intesa con Forza Italia. Secondo altri, come Francesco Clementi, la riforma tenta di fare una sintesi di «quanto di più condiviso vi è stato nelle proposte degli ultimi trenta anni».
Sempre per motivi di opportunità, è stato ritenuto inopportuno anche il «protagonismo» del Governo sulla riforma, non solo per l'esser nata dalla volontà del Governo (come, tuttavia, già avvenuto in passato per altri progetti di riforma) e non da quella del Parlamento, come tendenzialmente ci si aspetterebbe per principio, ma anche per l'essere stata posta agli elettori quasi come una questione "personale" da Matteo Renzi, che vi ha legato il suo futuro politico come già fece Charles De Gaulle il quale, in occasione del referendum francese del 1969, si dimise dopo la vittoria dei «no».

## Il referendum

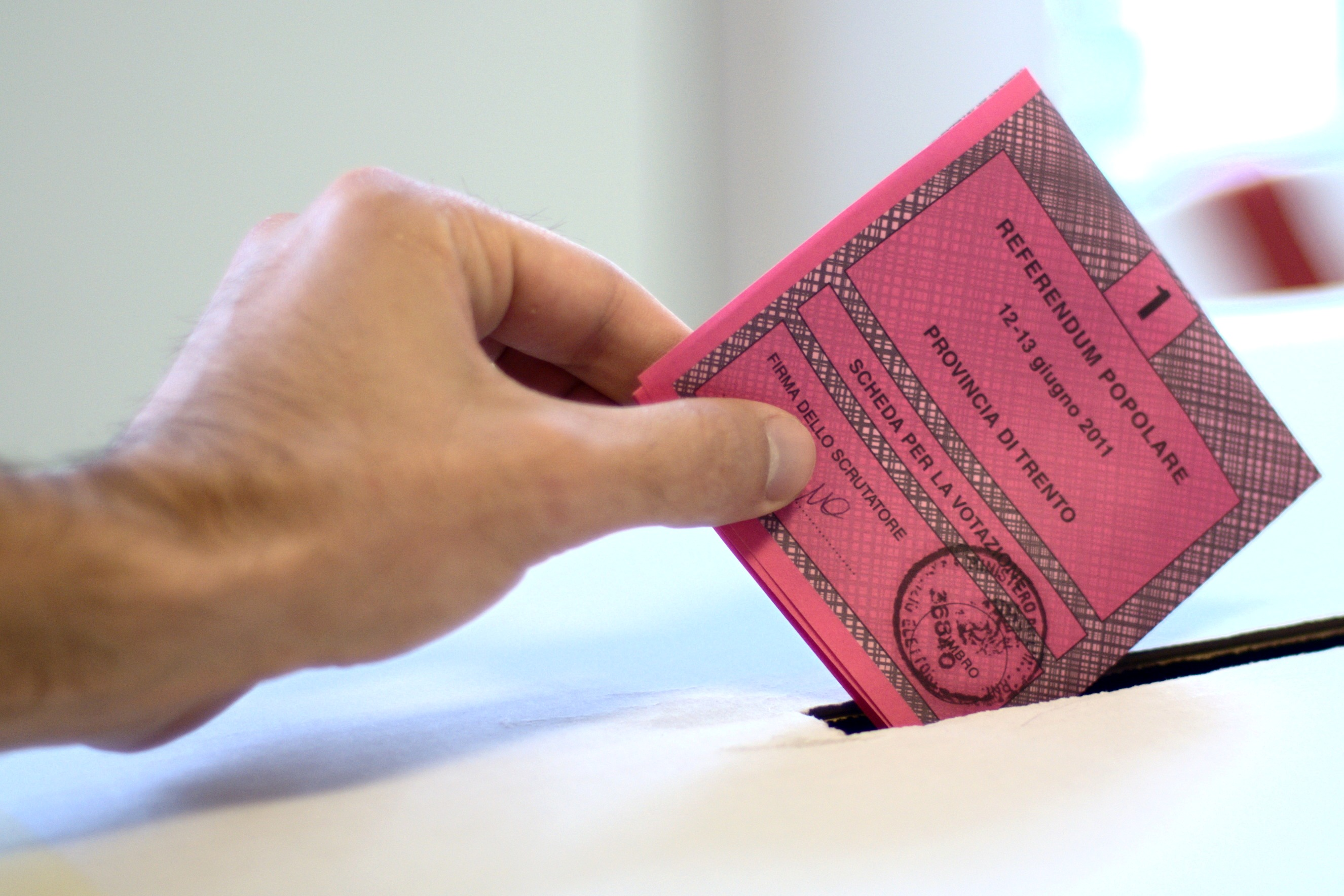
Il referendum costituzionale del 2016 è stata la terza consultazione popolare di questo tipo nella storia della Repubblica Italiana, dopo quelle del 2001 e del 2006

Dopo la pubblicazione in Gazzetta Ufficiale del testo di legge costituzionale, avvenuta il 15 aprile 2016, alcuni parlamentari – appartenenti sia alla maggioranza sia all'opposizione – si sono avvalsi della facoltà di richiedere un referendum confermativo, prevista dall'articolo 138 della Costituzione; le prime istanze formali sono state depositate presso la cancelleria della Corte suprema di cassazione il 20 aprile 2016. Tale tipo di referendum può essere richiesto qualora una legge di revisione costituzionale sia stata approvata in seconda delibera con una maggioranza inferiore ai due terzi dei membri di ciascuna delle due Camere; in questo caso, l'istanza può essere presentata da un quinto dei componenti di una Camera, da cinque consigli regionali oppure da 500 000 elettori entro tre mesi dalla pubblicazione del provvedimento sulla Gazzetta Ufficiale. La legge costituzionale sottoposta a referendum viene promulgata se i voti favorevoli sono la maggioranza dei voti validi; non è necessario il raggiungimento di alcun quorum sul numero dei votanti.
L'Ufficio centrale per il referendum ha confermato la regolarità delle richieste il 10 maggio 2016, ma, come da prassi inaugurata in occasione dei precedenti referendum costituzionali, prima della formulazione del decreto di indizione, emesso dal Presidente della Repubblica su deliberazione del Consiglio dei ministri, viene lasciato comunque passare tutto il tempo utile per formulare richieste di referendum, in modo da concedere l'esercizio di tale possibilità a tutti i soggetti che ne hanno diritto, in particolare ai cittadini. Il referendum si svolge tra il 50º e il 70º giorno successivo all'emanazione del decreto di indizione. Nel frattempo, raccolte di firme popolari per il referendum sono state promosse da entrambi gli schieramenti favorevoli e contrari alla riforma; l'8 agosto 2016 l'Ufficio centrale si è espresso sull'unica sottoscrizione a superare le 500 000 firme, quella promossa dal comitato per il "sì".
Il 26 settembre 2016 il Consiglio dei ministri ha quindi stabilito per domenica 4 dicembre la data della consultazione referendaria.
La consultazione referendaria ha visto un'alta affluenza alle urne, pari al 65,47% degli elettori, e una netta affermazione dei voti contrari, pari al 59,12% dei voti validi. La riforma non è stata quindi promulgata.

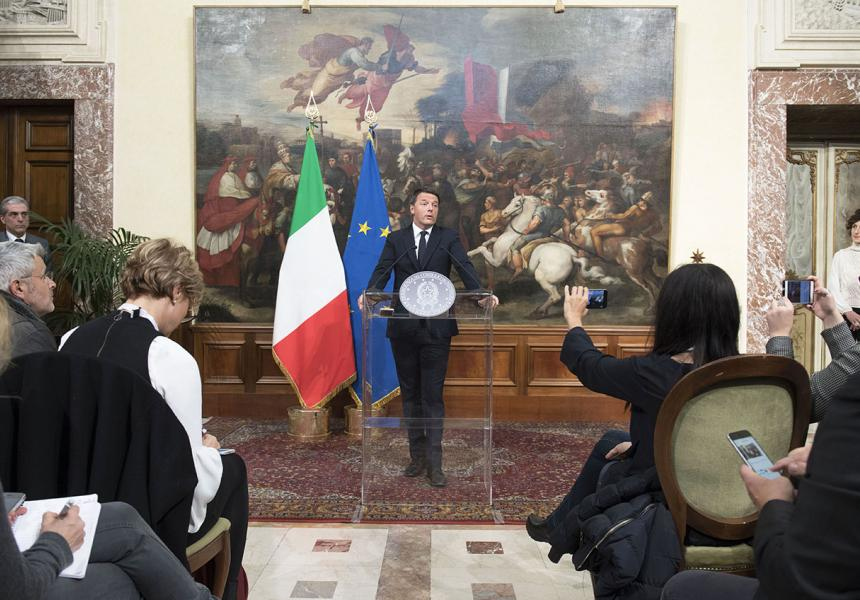
Matteo Renzi annuncia le proprie dimissioni dopo aver preso atto della sconfitta al referendum del 4 dicembre 2016.

Il giorno successivo al referendum Matteo Renzi, preso atto della sconfitta, ha annunciato le sue immediate dimissioni da Presidente del Consiglio, peraltro sospese per pochi giorni al fine del completamento dell’iter parlamentare di approvazione della legge di bilancio 2017.
Il 12 dicembre, pertanto, al governo Renzi subentra il governo Gentiloni, sostanzialmente composto dagli stessi ministri del precedente esecutivo (con esclusione della ministra dell'istruzione Stefania Giannini, sostituita da Valeria Fedeli, mentre altri 5 ministri restano in carica ma cambiano ministero). Contrariamente a quanto dichiarato in campagna elettorale, Maria Elena Boschi (prima firmataria della proposta di riforma e ministra per le riforme costituzionali nel governo Renzi) decide di non abbandonare la politica e assume l'incarico di sottosegretario di Stato alla Presidenza del Consiglio dei ministri nel nuovo esecutivo.